# Testulea gabonensis
Testulea gabonensis Pelleg. è una pianta della famiglia Ochnaceae originaria dell'Africa centro-occidentale. È l'unica specie nel genere Testulea Pellegr.

## Descrizione
Si presenta come un albero di taglia medio-grande, alto fino a 40-50 metri. Il tronco, dritto e cilindrico ha un diametro fino a 120 cm e privo di ramificazioni fino a 20 m. Le foglie, semplici, sono disposte a spirale, raggruppate vicino alle punte dei rami, lunghe 20–35 cm e larghe 4–8 cm, arrotondata alla base.
I fiori sono bisessuali, zigomorfi di colore bianco-giallastro-rosato. Il frutto ha la forma di una capsula arrotondata, gonfiata, appiattita di 3–6 cm di diametro, dentellata all'apice, con parete sottile, contenente molti semi; questi sono cilindrici, di 1 cm di lunghezza, con ala cartacea.

## Distribuzione e habitat
Nativa in Camerun, Congo, Guinea equatoriale, Gabon, cresce nella foresta pluviale umida primaria in località ben drenate.

## Usi
La corteccia è usata nella medicina tradizionale.
Il legno di questa pianta viene utilizzato nella costruzione di navi e per mobili di alta qualità, grazie alla sua buona resistenza ed un bel colore. È simile ma più duro del legno di Lophira alata (Banks ex P.Gaertn.)

## Proprietà
Parti della pianta contengono alcaloidi come Dimetiltriptamina.

## Conservazione
La IUCN Red List classifica Testulea gabonensis come specie in pericolo di estinzione (Endangered).